# 鮑溶
鲍溶（?—?），字德源。唐朝詩人。
早年北游太原。元和四年（809年）登进士第。后游宣州、越州。工於詩。元和十三年客病淮南，后客死三川。《全唐詩》有詩三卷。